# Platanthera lacera
Platanthera lacera är en orkidéart som först beskrevs av André Michaux, och fick sitt nu gällande namn av George Don jr. Platanthera lacera ingår i släktet nattvioler, och familjen orkidéer. Inga underarter finns listade i Catalogue of Life.

## Bildgalleri

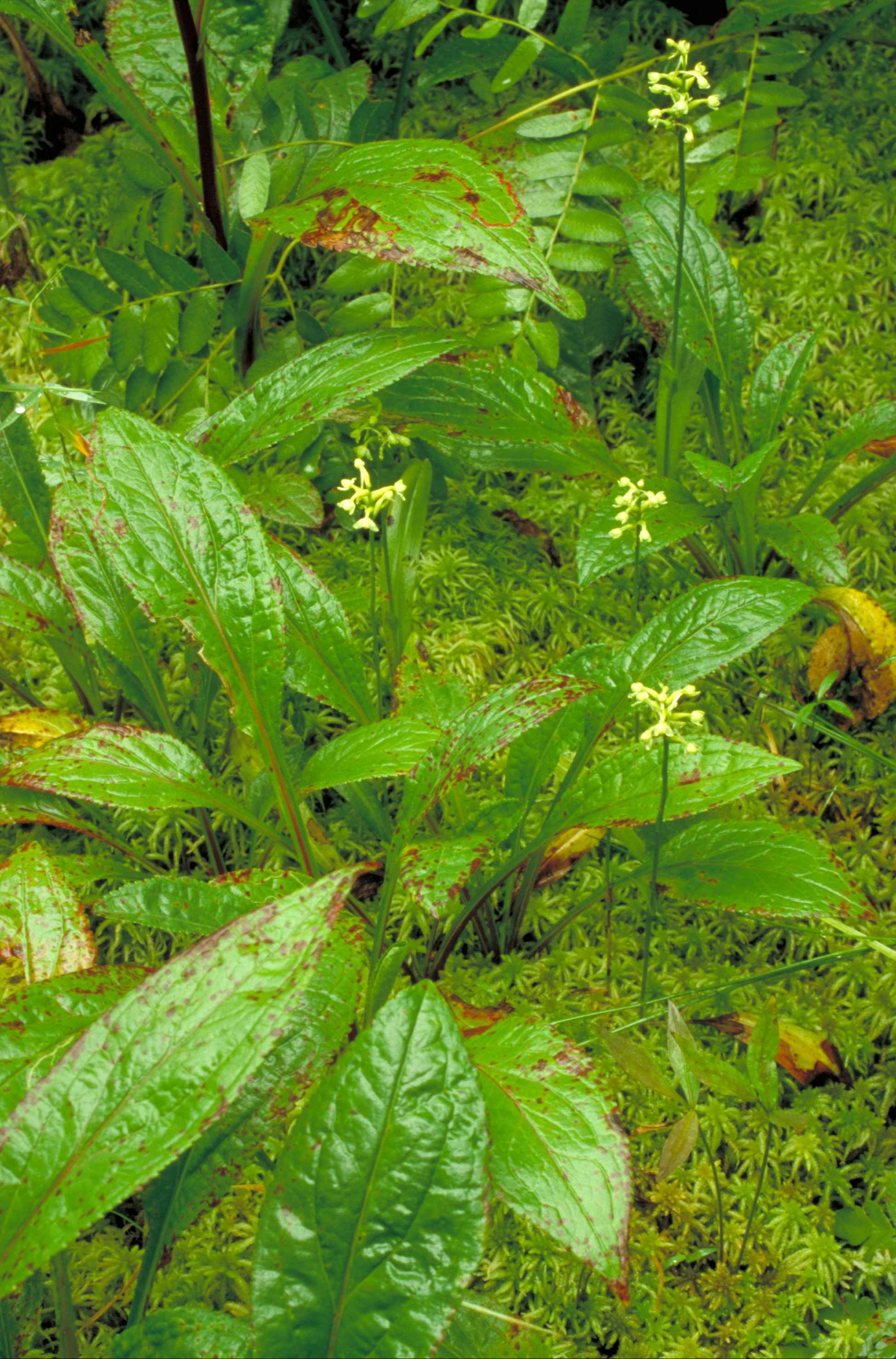
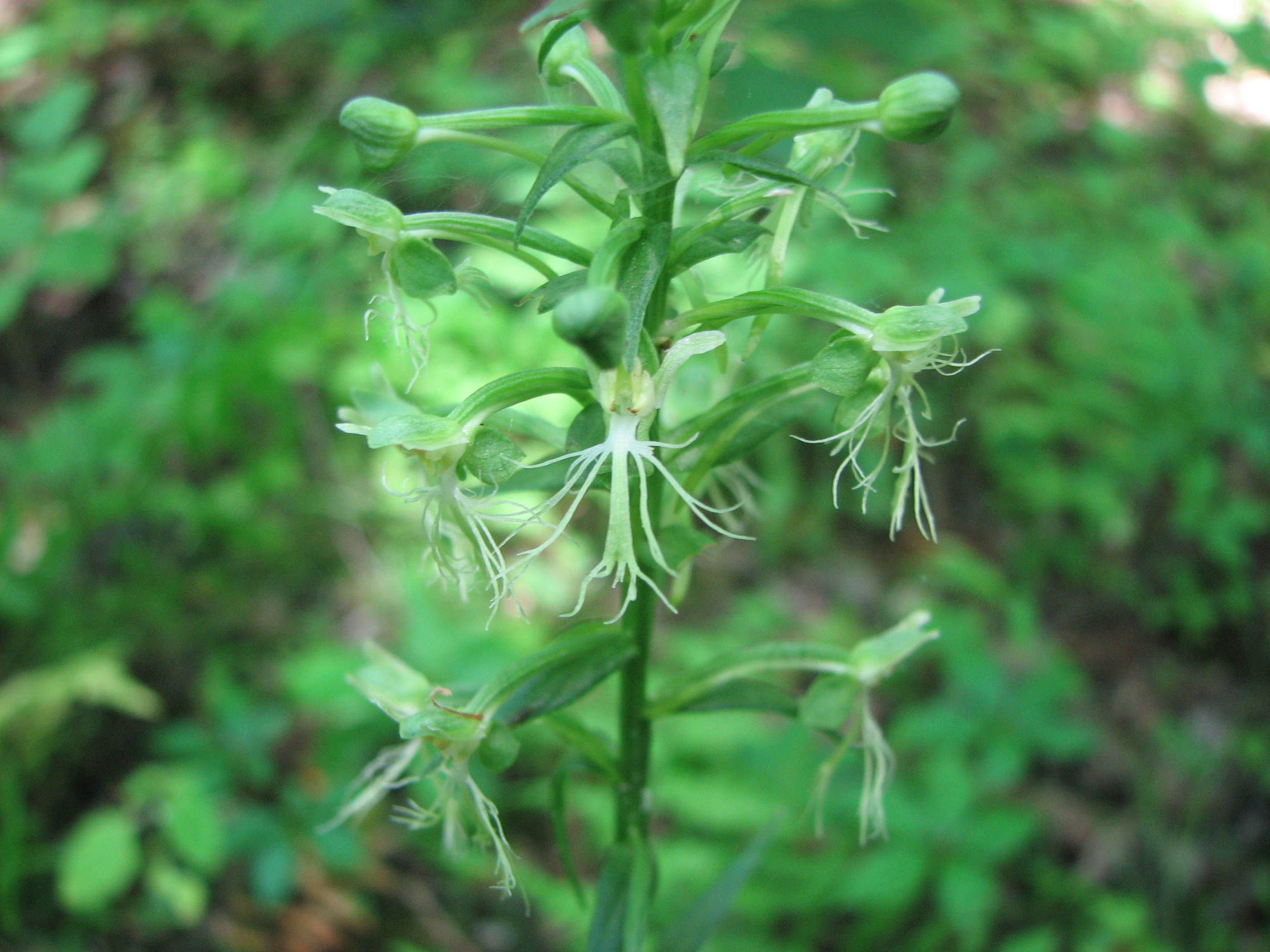
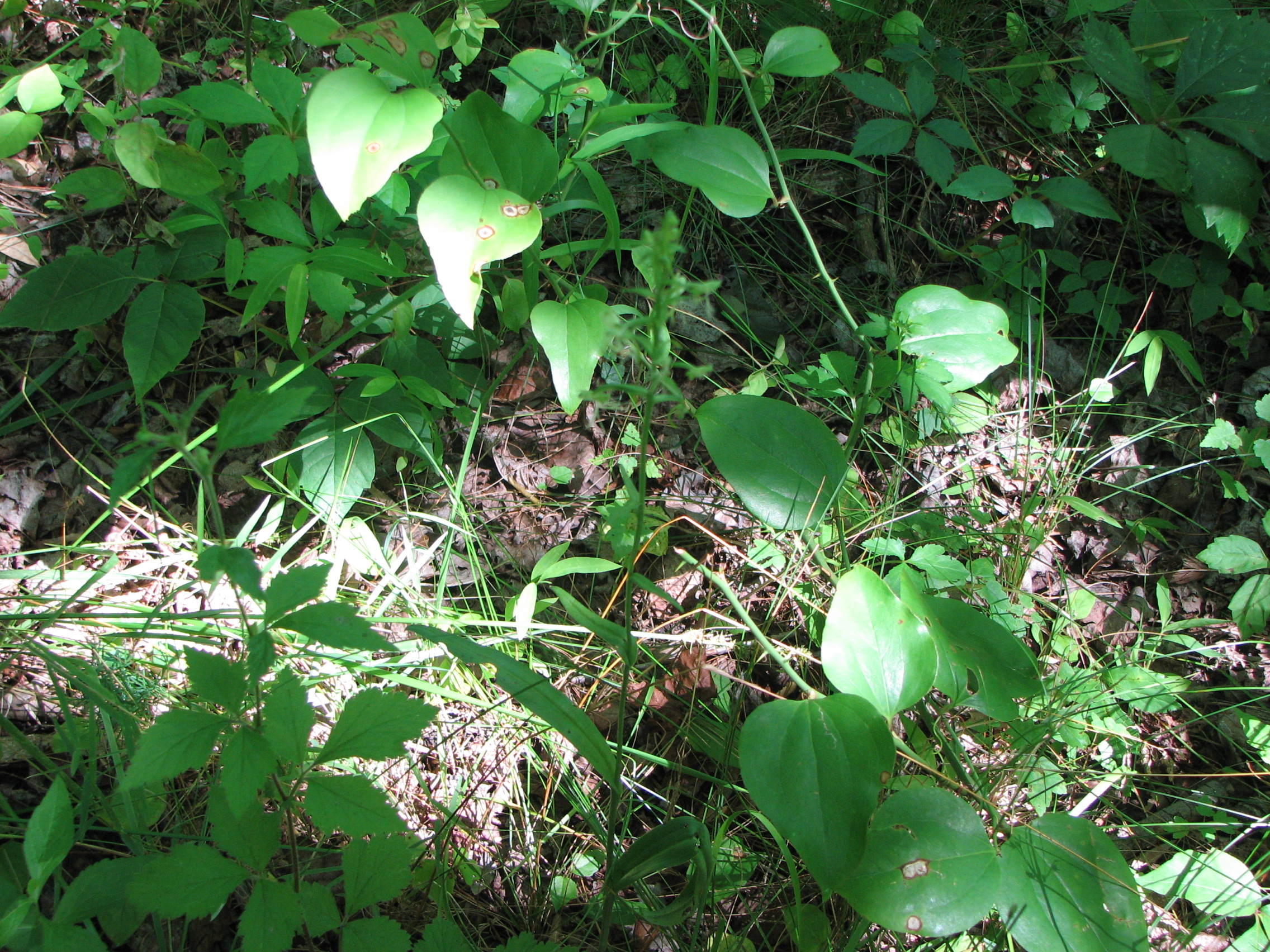
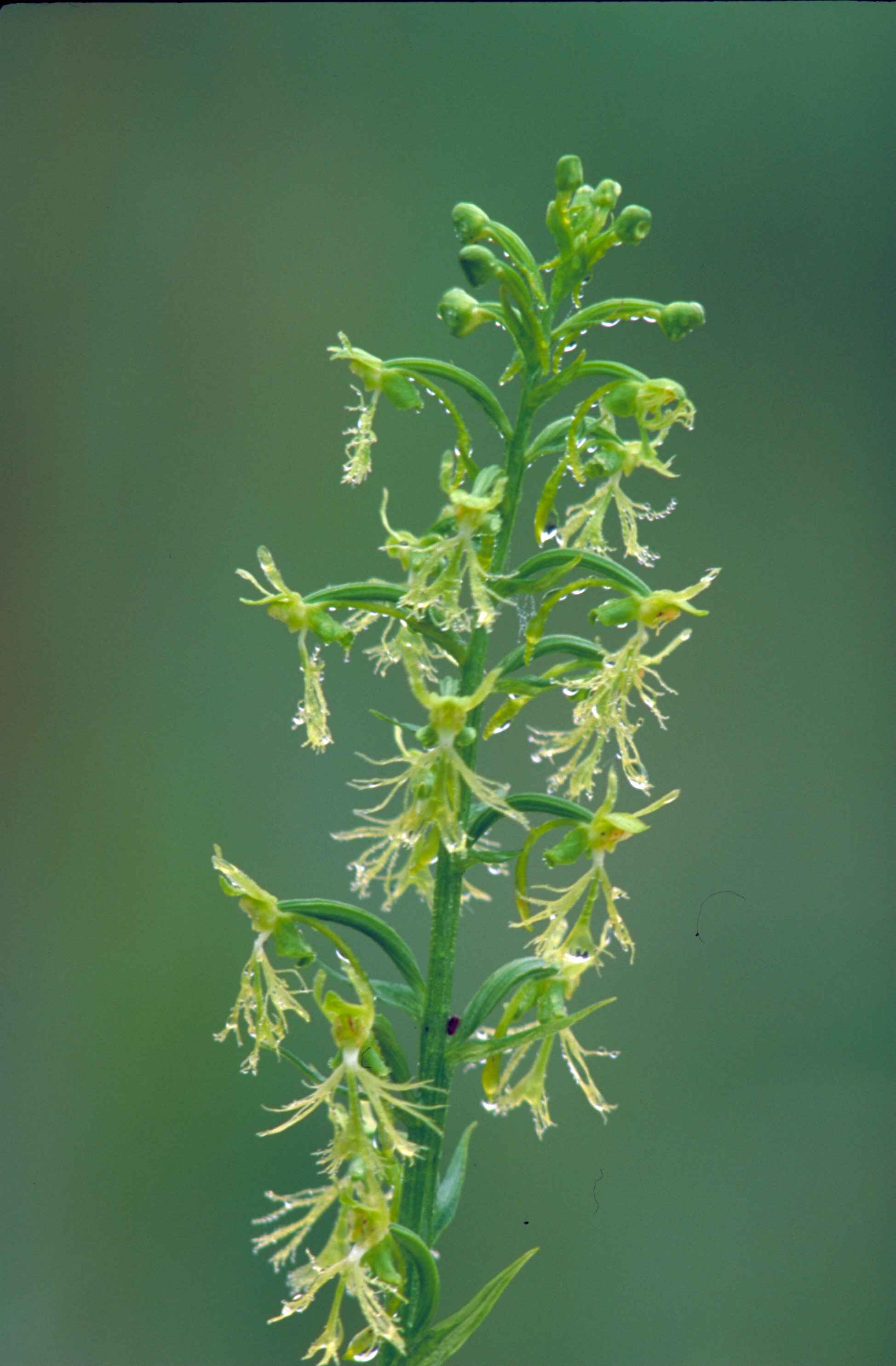
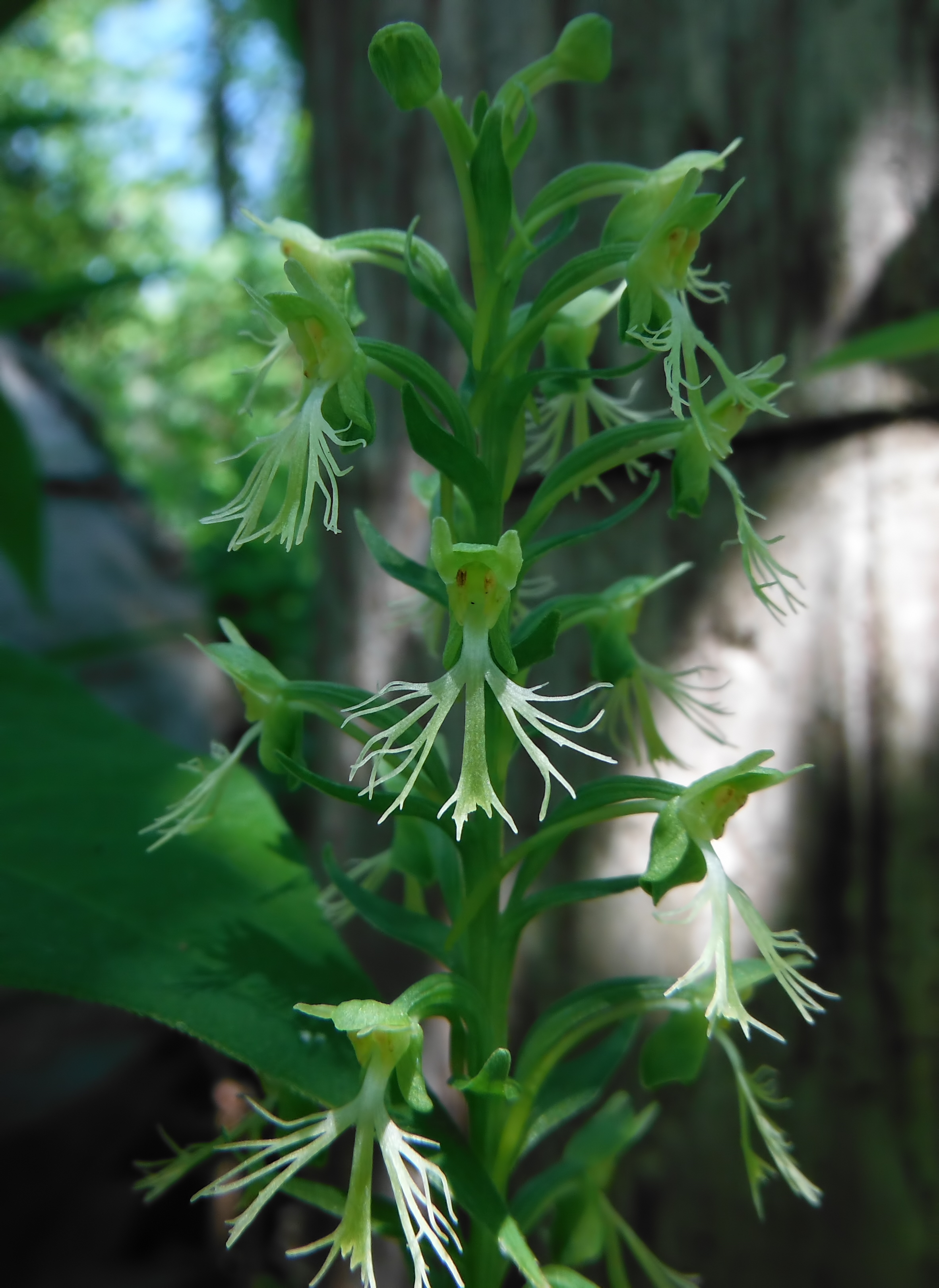
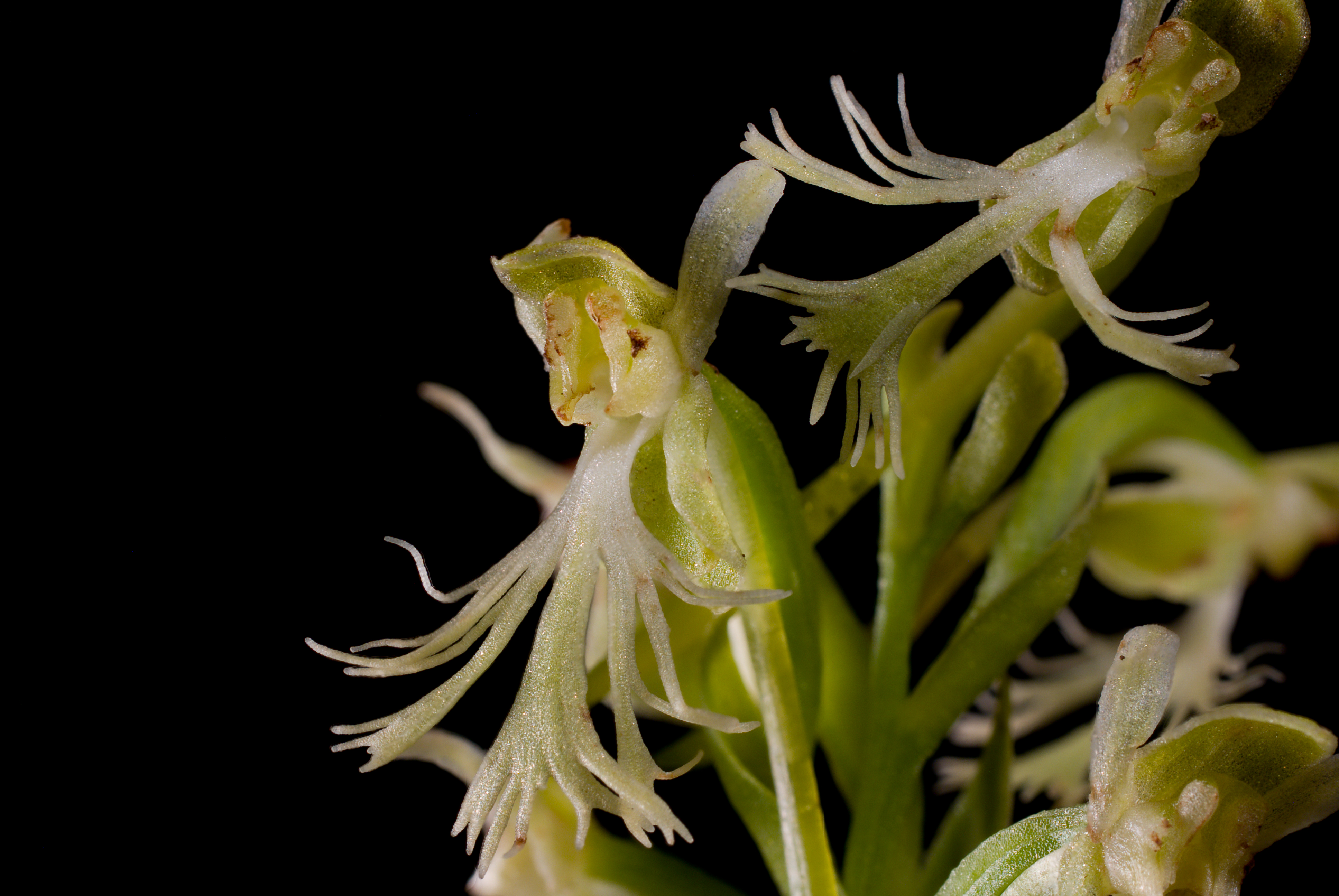